# Misionářská společnost svatého Josefa z Mill Hill

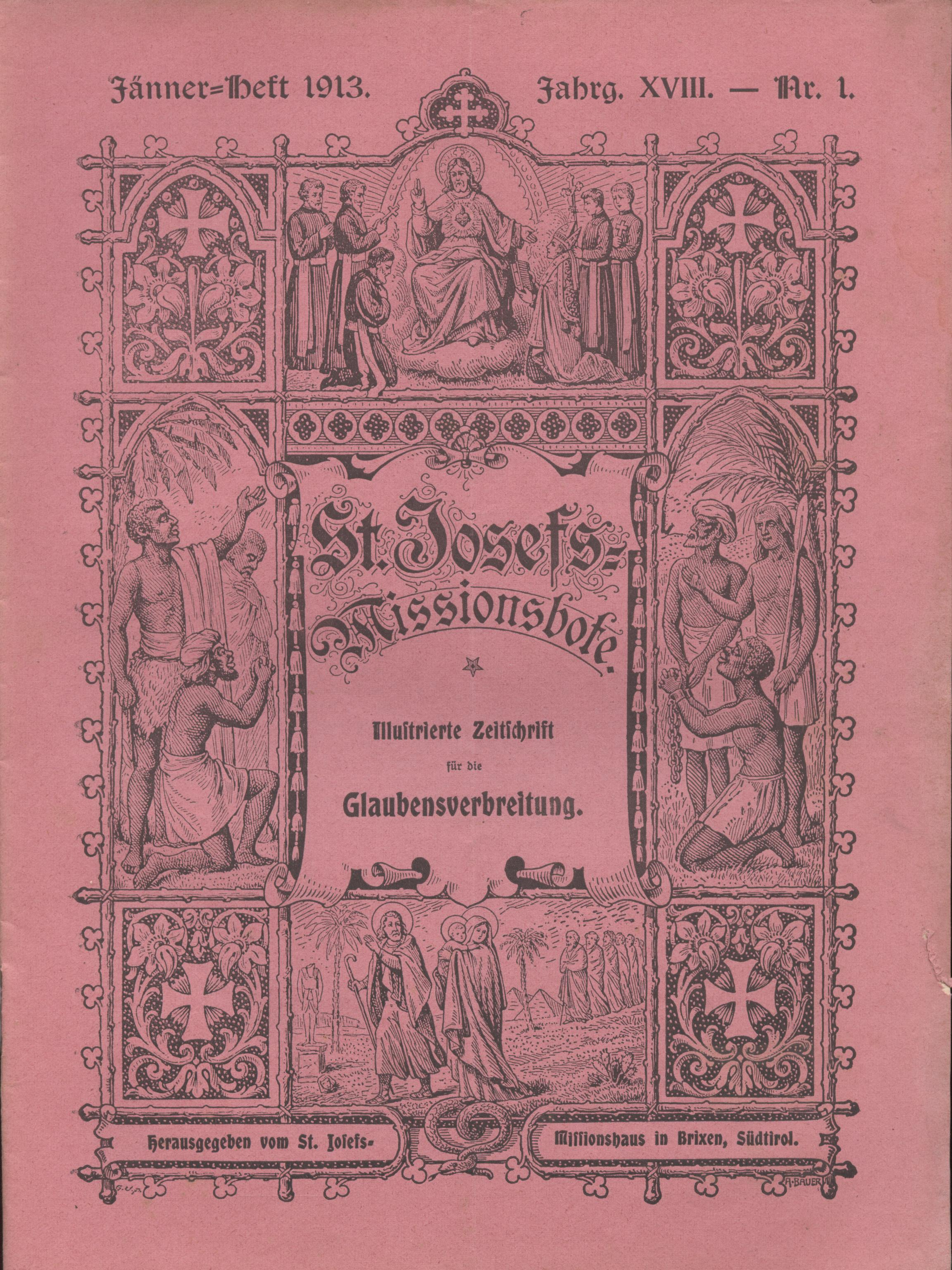
Německy psaná řehole řádu, St. Josephs-Missionsbote, 1913

Misionářská společnost svatého Josefa z Mill Hill či Misionáři z Mill Hill (řádová zkratka MHM nebo M.H.M., angl. Mill Hill Missionaries, lat. Societas Missionarium Sancti Joseph de Mill Hill) je mezinárodní římskokatolické misijní společenství apoštolského života kněží, bratří a laiků. V 21. století době má asi 500 členů ve 30 společenstvích zastoupených v misijních územích s místními církvemi v Africe, Asii, Oceánii a Jižní Americe. Jejich motto zní: „Amare Et Servire“, česky „Milovat a sloužit“. Členové z evropských, asijských a afrických zemí žijí a pracují společně v mezinárodních společenstvích, a tím charakterizují celosvětovou misijní činnost.

## Historie

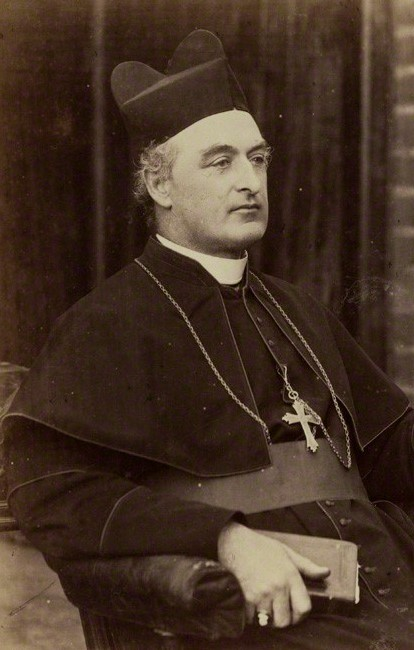
Herbert Vaughan, zakladatel společnosti

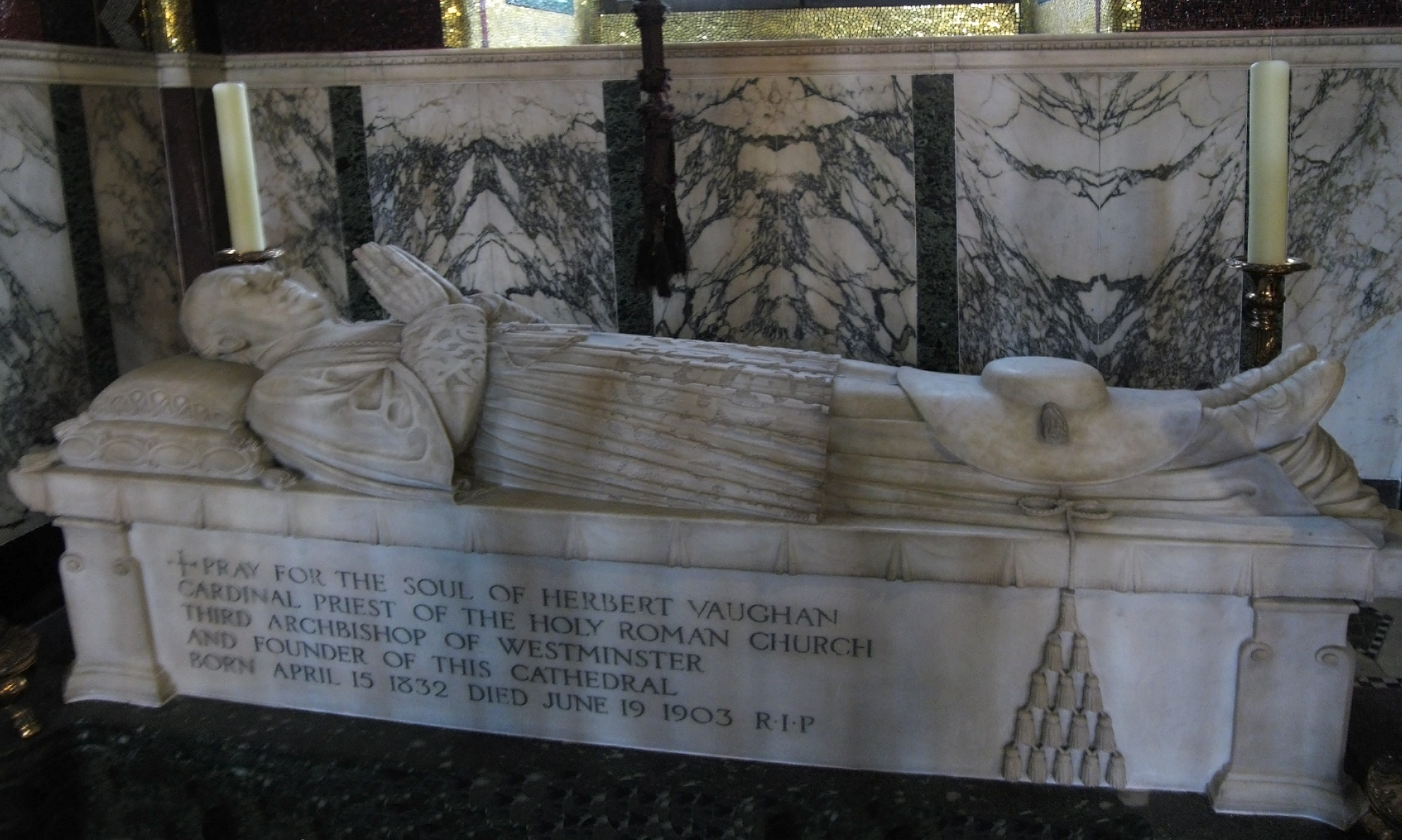
Hrobka kardinála Herberta Vaughana

Misionářskou společnost svatého Josefa z Mill Hillu založil 19. března 1866 Herbert kardinál Vaughan (1832–1903), arcibiskup z Westminsteru (Londýn). Jeho posláním bylo poskytovat pastorační péči v nových afrických koloniích a také misionářskou práci a evangelizaci. Misionáři z Mill Hill tak byli první anglickou misionářskou společností. Název je odvozen od místa založení Mill Hill, předměstí Londýna, a tamní koleje svatého Josefa, která je nyní mateřským domem řádu. V roce 1892 se společnost rozvětvila a vytvořila samostatnou severoamerickou odnož – Společnost svatého Josefa od Nejsvětějšího srdce (josefité).

### 20. století
Společnost dříve sídlila v Koleji svatého Josefa na Mill Hill v severním Londýně, koncem 60. let 20. století vznikl Misionářský institut v Londýně, který měl sloučit vzdělávací zařízení pro různé misijní společnosti v Británii. Areál St Joseph's College byl uzavřen v roce 2006.
V roce 1884 byla založena škola svatého Petra ve Freshfieldu nedaleko Liverpoolu, která sloužila jako přípravná škola pro tuto kolej.
Společnost má také německy mluvící pobočkou řádu (v níž působilo také mnoho německých misionářů) byl od roku 1891 misijní dům v jihotyrolském Brixenu, který existuje dodnes. Bohatě ilustrovaný misijní časopis St. Josephs-Missionsbote, který zde vycházel, byl čten po celém německy mluvícím světě.
Během druhé světové války byla kolej evakuována do Lochwinnochu ve Skotsku. Ministerstvo války tehdy zrekvírovalo část budov pro potřeby státní služby. Kolej v Mill Hill tak byla po dobu války fakticky uzavřena. V 60. letech 20. století požádal papež Jan XXIII. misijní společnosti, aby se angažovaly v Jižní Americe. Od roku 2019 působí misionáři z Mill Hill v Brazílii a Ekvádoru.
U příležitosti 150. výročí založení se na webových stránkách westminsterské diecéze objevil popis její historie, ve kterém se částečně uvádí: „Misionáři z Mill Hill Mission se stali misionáři: ,Na kapitule v roce 1988 bylo za účasti zástupců z celého světa Mill Hill přijato rozhodnutí o náboru misionářů Mill Hill z Afriky a Asie, našich bývalých misijních oblastí, které nyní vzkvétají díky dobře zavedeným církvím založeným a rozvíjeným misionáři Mill Hill’.“

### Po roce 2000
V roce 2005 se v Keni poprvé v historii řádu konala generální kapitula misionářů z Mill Hill. Hlavním bodem programu byl pokles počtu členů misionářské společnosti a úvahy o možných řešeních. Bylo oznámeno, že průměrný věk členů dosáhl 65 až 70 let a že polovina členů řádu odešla do důchodu. Tato věková struktura také ukazuje značné nedostatky v personálním obsazení jednotlivých úřadů a vede k úvahám o provedení místních změn. V některých zemích však bude Misijní společnost rozhodně pokračovat v pastorační práci pro povolání a ve formaci: Střední Afrika, Indie a Filipíny. Na shromáždění v roce 2006 byl novým generálním představeným zvolen otec Antony Chantry z Anglie, který vystřídal Jaca Hetsena z Francie. Otec Brendan Mulhall (Anglie) převzal úřad generálního rady a otec Michel Corcoran (Irsko) a bratr Joos Boorkamp (Nizozemsko) byli zvoleni generálními vikáři. 
Od roku 2014 působí ve společenství čtyřicet kněží v Irsku a dvacet kněží v zahraničí. Ve 21. století existují formační centra Společnosti Mill Hill v Kamerunu, východní Africe, na Filipínách a v Indii.

## Misijní práce
Misionáři z Mill Hill spolupracují s místními církvemi v Africe, Asii a s církvemi v Oceánii a Jižní Americe. Kromě domů v Evropě existují také vzdělávací centra a semináře pro mladé misionáře a kandidáty kněžství v Africe a Asii. Z bývalých misijních sborů se mezitím staly partnerské sbory s vlastní odpovědností a nezávislostí.
Misionáři působí v Ugandě od roku 1895 a zakládají farnosti, školy, nemocnice a léčebny. Misijní činnost na území dnešní Keni začala v roce 1903 a všichni biskupové diecéze Ngong (Keňa) vzešli z této misijní společnosti.
Misionáři z Mill Hill byli při své misijní práci podporováni karmelitány v oblasti vzdělávání a výchovy, pro práci na farmách.
Francouzští spirituálové převzali francouzsky mluvící část Kamerunu v roce 1923 a misionáři z Mill Hill převzali anglicky mluvící část jako misijní oblast.
Misionáři z Mill-Hillu, kteří působili v Brunejském sultanátu, byli v roce 1988 vyhoštěni. Dnes v této jihovýchodní asijské zemi působí čtyři katoličtí kněží.

## Generální představení
- Herbert kardinál Vaughan (1868 – 19. června 1903), zakladatel
- Jac Hetsen, Nizozemsko (1. ledna 2000 – červenec 2005)
- Anthony Chantry, Anglie (Spojené království) (červenec 2005 – 15. června 2015)
- Michael Corcoran, Irsko (15. června 2015 – současnost)